# Lichnia gallardoi
Lichnia gallardoi es una especie de coleóptero de la familia Glaphyridae.

## Distribución geográfica
Habita en Chile.